# Grüezi (Der wilde Mann)
Grüezi ist eine Revueoperette in 12 Bildern (3 Akten) von Robert Stolz. Das Stück ist auch bekannt unter den Namen Servus! Servus!, Grüss Gott! Grüss Gott!, Ciao! Ciao!, Himmelblaue Träume und Hochzeit am Bodensee. Das Libretto stammt von Jakob Rodulf Welti, Karl Schmid-Bloss, Armin L. Robinson mit Gesangstexten von Robert Gilbert, wurde jedoch unter den Pseudonymen Georg Burkhard und Rudolph Bertram für die Gesangstexte veröffentlicht. Das Werk wurde am 3. November 1934 am Stadttheater Zürich uraufgeführt.

## Orchester
Zwei Flöten, zwei Oboen, zwei Klarinetten oder Saxofone, zwei Fagotte, vier Hörner, drei Trompeten, drei Posaunen, eine Harfe, ein Klavier mit Celesta, zwei Schlagzeuger, Banjo (Gitarre, Hawaii-Gitarre), Streicher, ein Solo-Tenor mit Herrenquartett im Orchesterraum. Für die Bühnenmusik 6–10 Hängetrommler benötigt.

## Bildfolge
Bild 1: Marie, Marianne, Marietta, Bild 2: Der Wilde Mann, Bild 3: Die drei Musketiere, Bild 4: Der Gritlischwur, Zwischenbild: Karl Hell und sein Sekretär, Bild 5: Grüezi, Bild 6: Himmelblaue Träume, Bild 7: Gemischtes Komplott à la Rossini, Bild 8: Wenn die semmelblonde Sennerin, Bild 9: Ein bisschen Paprika, Bild 10: Eine kleine Lieblingsmelodie, Bild 11: Trachtenfest, Bild 12: Der milde Mann

## Handlung

### Ort und Zeit
Ein Höhenkurort in der Schweiz, Gegenwart
Im Schweizer Alpenhotel "Zum Wilden Mann" schlagen die Schweizer Uhren akkurat und das Leben geht gemächlich seinen Gang. Doch plötzlich sorgen gleich drei Ereignisse für Aufregung und himmelblaue Träumereien: Ein Filmteam hat sich zu Dreharbeiten angesagt, drei bezaubernde junge Damen aus Paris, Wien und Mailand werden als Gewinnerinnen eines Preisausschreibens erwartet. Da trifft es sich gut, dass zur gleichen Zeit die drei Söhne des Hotelbesitzers Blümli von ihrer Militärzeit zurückkommen. Die drei Herren sind bereits schon fest im väterlichen Betrieb eingeplant, der eine als Sportlehrer, der zweite als Koch und der dritte als Empfangschef.
Neben den väterlichen Arbeitsplänen haben die drei noch etwas gemeinsam: Sie sind alle in die Sekretärin Gritli verliebt. Diese bändelt jedoch lieber mit den interessanten Leuten vom Film an. Gott sei Dank gibt es da noch die drei Gewinnerinnen des Preisausschreibens, die so gut zu den drei Söhnen des Hoteliers passen, dass, nach einigen Verwirrungen und Komplikationen, vierfache Verlobung gefeiert werden kann.

## Musik
Die Musik von Robert Stolz vermischt Elemente der jazzigen Schlagermusik der 1930er Jahre mit Wiener Marschliedern, Walzern und traditionellen Schweizer Liedern. Nr. 14 im Siebten Bild ist eine Parodie der Wilhelm-Tell-Ouvertüre von Gioacchino Rossini. Die verwendeten Schweizer Stücke wurden unter der Mithilfe von Karl Heinrich David ausgewählt und bearbeitet. Es sind unter anderen Lueget, vo Berg und Tal, der Alte Berner Marsch, der Zapfenstreich, Brienzerburli, Jacques de Courtion und L'Inverno è passato. Ebenfalls von David stammt auch die Ballettmusik im Finale II. Das Marschlied der Militärszene Nr. 8 wurde von Robert Gilbert komponiert.
Das Quodlibet Nr. 9 verwendet zahlreiche Zitate aus Tonfilmschlagern der frühen Dreissigerjahre. Aufgrund der jüdischen Autoren verlangte die Reichsdramaturgie 1939 die Streichung dieser Nummer für Aufführungen in Deutschland.

## Geschichte
Das Stück wurde im Auftrag des Stadttheaters Zürich als Revueoperette konzipiert und war das erste Stück, das im neu gegründeten Exilverlag von Armin L. Robinson, der Musikverlag Zürich AG erschien. Dirigent der Uraufführung war Victor Reinshagen. Regie führte Carl Goldner. Mit dem Bühnenbildner Alois Carigiet und Emil Hegetschweiler als Gottfried Blümli waren mehrere Mitglieder des politischen Cabarets Cornichon an der Premièrenproduktion beteiligt. Auf der Kölner Aufnahme von 1954 ist mit Elsie Attenhofer eine weiter Exponentin der Cornichons als Gritli zu hören.

### Grüezi-Kontroverse
Kurz nach den Zürcher Krawallen um eine Aufführung des politischen Kabaretts der Pfeffermühle, wurde am 7. Dezember 1934 im Organ der schweizerischen Frontenbewegung Neue Schweiz ein ganzseitiger Artikel gegen Grüezi publiziert. In Grüezi würden "mit den heiligsten Dingen eines Volkes Missbrauch getrieben" und durch die Verwendung von Trachten, Schweizerfahnen und echter Armeeuniformen die heiligsten nationalen Symbole besudelt. In der Folge kam es zu einer breiten Debatte über das Stück und die kommerzielle Verwendung von Schweizer Traditionen auf der Operettenbühne.

### Rezeption
Bis zum Ende der Spielzeit 1934/35 läuft Grüezi in Zürich, Bern, Luzern und Basel über 100 mal. Unter dem angepassten Namen Servus! Servus! und mit Johannes Heesters als Karl Hell läuft das Stück ab 12. April 1935 en suite an der Scala Wien und bringt es dort auf 50 Aufführungen. Weitere Spielstätten im ersten Jahr nach der Premiere sind Prag, Marienbad und Innsbruck. In Prag und Innsbruck läuft das Stück unter dem dort gebräuchlichen Grüss Gott! Grüss Gott!. Die französische Version erscheint in Brüssel unter dem Titel Fleur des alpes, am schwedischen Radio verwendet man den Alternativtitel Vilde Mannen. Für Aufführungen in Deutschland wird das Stück abermals umbenannt in Himmelblaue Träume, unter demselben Namen (Himmelsblåa drömmar) wird es auch in Helsinki aufgeführt. Nach der Première in Braunschweig im Mai 1938 läuft es im ganzen Land in mehr als 1000 Aufführungen. Nach dem Krieg entsteht 1959 die italienische Version Ciao! Ciao!, die auch von der RAI verfilmt wird, und läuft auch wieder in Wien, jetzt aber unter dem neuen Namen Himmelblaue Träume. An den Bregenzer Festspielen 1969 wurde Grüezi unter dem Namen Hochzeit am Bodensee auf der Seebühne aufgeführt. Die Bühne Burgäschi brachte 2019 "Grüezi" unter dem ursprünglichen Namen zum ersten Mal nach 70 Jahren wieder in der Schweiz in voller Länge und in der ursprünglichen Orchesterfassung zur Aufführung.